# Лукомський Владислав Крискентійович
Лукомський Владислав Крискентійович (1882—1946) — відомий український і російський історик, геральдист і генеалог.

## Біографія
Походив з відомого князівського роду, ймовірно Гедимінович, брат художника Г. К. Лукомського.
У 1906 році закінчив юридичний факультет Петербурзького університету, в 1909 році Петербурзький археологічний інститут. З 30 березня 1915 призначений керуючим Гербовим відділенням сенатського Департаменту Герольдії, останній керуючий цього відділення аж до закриття та скасування Сенату. Один з найбільших фахівців з гербознавства і геральдики, член Російського генеалогічного товариства в Петербурзі, Історико-родовідного суспільства в Москві, професор Археологічного інституту.
У Москві проживав в будинку актриси МХАТу В. О. Малолеткової. Похований на Ваганьківському кладовищі в Москві.

## Наукова діяльність
Написав і видав ряд досліджень з геральдики («Про геральдичне художество» — «Старі роки», лютий 1911 і окреме видання; «Російська геральдика. Керівництво до складання та опису гербів». 1915), ряд довідкових видань («Довідник пологів Царства Польського „. 1911;“ Малоросійський гербовник. Чернігівське дворянство». Спб., 1914), кілька робіт з історії гербів та родоводів окремих дворянських родів (" Герб роду Романових «. М., 1913;» Кілька слів про герби Савелова «. М., 1916;» Родовід дворян Мітусова ". Спб., 1914) та інші.
| Геродот | Це незавершена стаття про історика. Ви можете допомогти проєкту, виправивши або дописавши її. |

1. 1 2  Identifiants et Référentiels — ABES, 2011.